# Akhmad Kadyrov
Akhmad Abdoulkhamidovitch Kadyrov (en cyrillique Ахмат Абдулхамидович Кадыров), né le 23 août 1951 à Karaganda en URSS et mort dans un attentat le 9 mai 2004 à Grozny, est un homme d'État de la fédération de Russie, président de la république de Tchétchénie (2003-2004). Il est l'auteur des paroles de l'hymne national de la république de Tchétchénie.

## Biographie
Kadyrov est né soviétique le 23 août 1951 à Karaganda (République socialiste soviétique du Kazakhstan), dans une famille de Tchétchènes déportés par Staline.

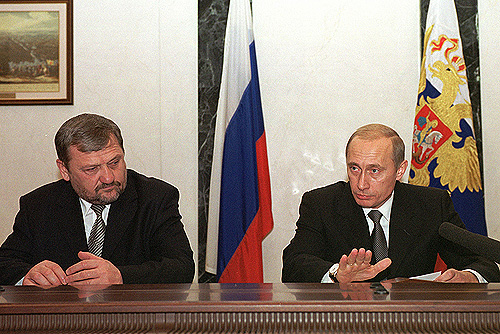
Akhmad Kadyrov et Vladimir Poutine à une conférence de presse en 2002.

En avril 1957, sa famille revient à Tsentoroï, village de Tchétchénie-Ingouchie, renommé en son honneur Akhmat-Iourt en 2019. Il poursuit des études religieuses à la médersa Mir-i Arab de Boukhara, puis au Moyen-Orient, et devient moufti de Tchétchénie en 1995.
Pendant la dislocation de l'Union soviétique, il est un des chefs indépendantistes tchétchènes qui veulent faire sécession de la Russie pendant la première guerre de Tchétchénie. Il rallie cependant par la suite le camp pro-russe. 
Le 1er octobre 1999, le président Mashkadov et son gouvernement sont déclarés illégitimes par le Premier ministre russe Vladimir Poutine, qui affirme que « tous les organes du pouvoir en Tchétchénie sont illégitimes, […] car ils ont été élus en dehors des lois russes », bien que Mashkadov ait été reconnu officiellement président de Tchétchénie par le président russe Boris Eltsine. Kadyrov est ainsi nommé chef du gouvernement tchétchène en juin 2000 par les autorités russes. Ces dernières retirent en même temps le statut de république à la Tchétchénie, empêchant ainsi temporairement la tenue de nouvelles élections. Kadyrov échappe le 14 mai 2003 à un attentat, et est ensuite élu président de la République le 5 octobre 2003, à l'issue d'un scrutin non reconnu par la communauté internationale.
Il meurt au cours d'un attentat à la bombe le 9 mai 2004, au stade de Grozny, pendant le défilé de la victoire de la Seconde Guerre mondiale, commémoration qu'Akhmad Kadyrov préside dans la tribune officielle. L'explosif était noyé dans le béton d'une colonne portante de la tribune et provoque en tout la mort de six personnes. Cet attentat est perpétré par des islamistes tchétchènes selon Moscou et est revendiqué sur une vidéo de 2006 par Chamil Bassaïev qui aurait commandité l'attentat pour 50 000 $. Toutefois, en Tchétchénie, la population est majoritairement persuadée que c'est le Kremlin qui se cache derrière l'assassinat de Kadyrov, qui lui serait devenu trop « gênant ».
Le 10 mai 2004, Kadyrov est nommé Héros de la Russie à titre posthume, titre décerné par Vladimir Poutine,.
Akhmad Kadyrov était père de quatre enfants, deux garçons et deux filles. Son fils aîné, Zelimkhan (qui n'était pas successible du fait de son comportement et qui avait subi un grave accident de voiture en 2003.), meurt le 31 mai 2004. Le fils cadet, Ramzan Kadyrov, est tout de suite vu à Moscou comme un possible successeur de son père mais n'a pas encore l'âge minimal de 30 ans, requis pour être président de la Tchétchénie. Il le devient le 2 mars 2007, après avoir été, dans l'intervalle, premier vice-président du gouvernement puis Premier ministre de la République.
En juin 2016, le projet de donner à un pont de Saint-Pétersbourg le nom d'Akhmad Kadyrov (alors que celui-ci n'avait aucun lien avec la ville) provoque un rassemblement de protestation et une pétition en ligne, signée notamment par Alexandre Sokourov. L'indignation est amplifiée par l'évocation de l'assassinat récent de Boris Nemtsov à Moscou.